# Johann Natterer

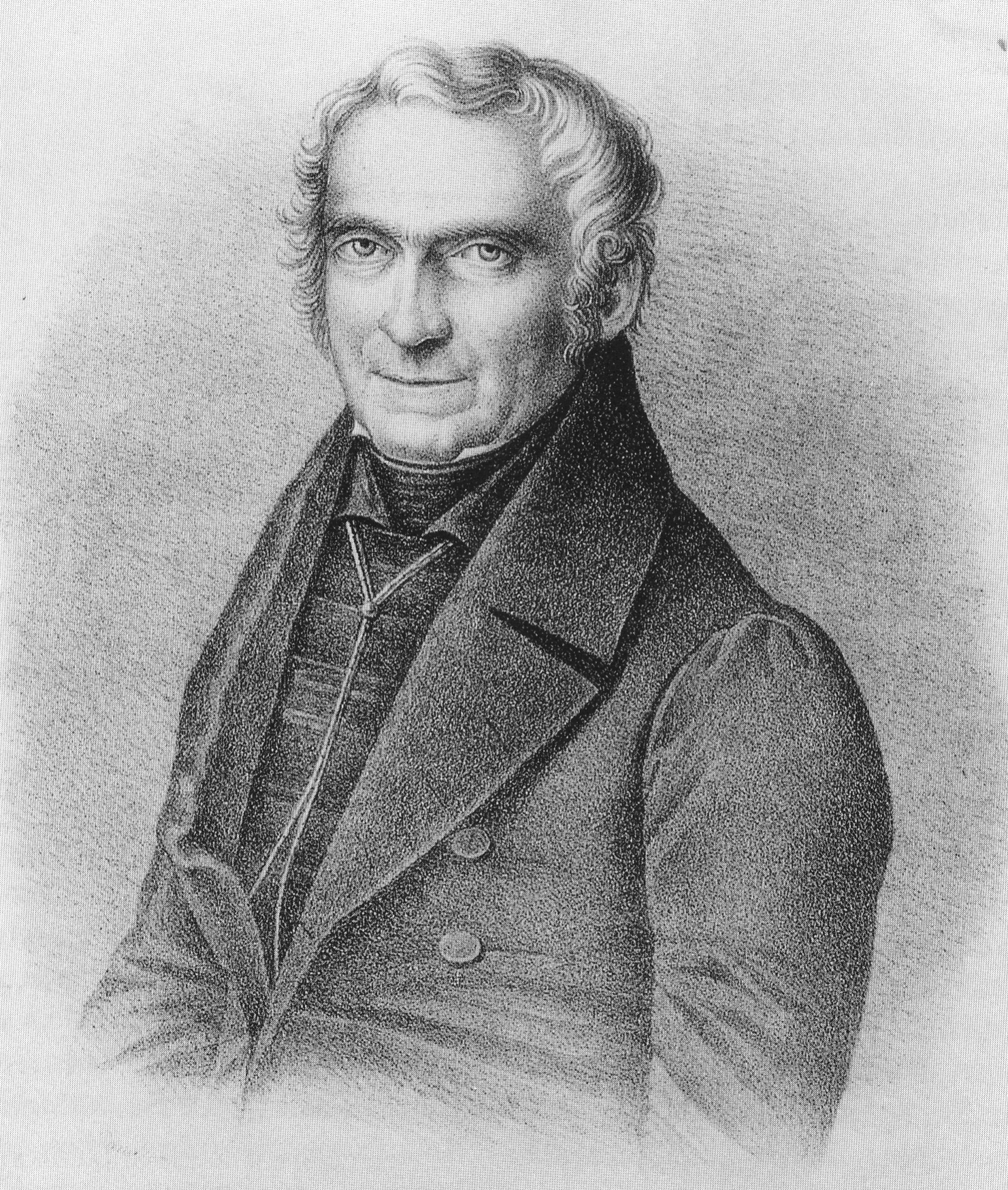
Johann Natterer, zeitgenössische Lithographie

Johann Baptist Natterer (* 9. November 1787 in Laxenburg in Niederösterreich; † 17. Juni 1843 in Wien) war ein österreichischer Naturforscher, Zoologe und Sammler.

## Familie und Ausbildung

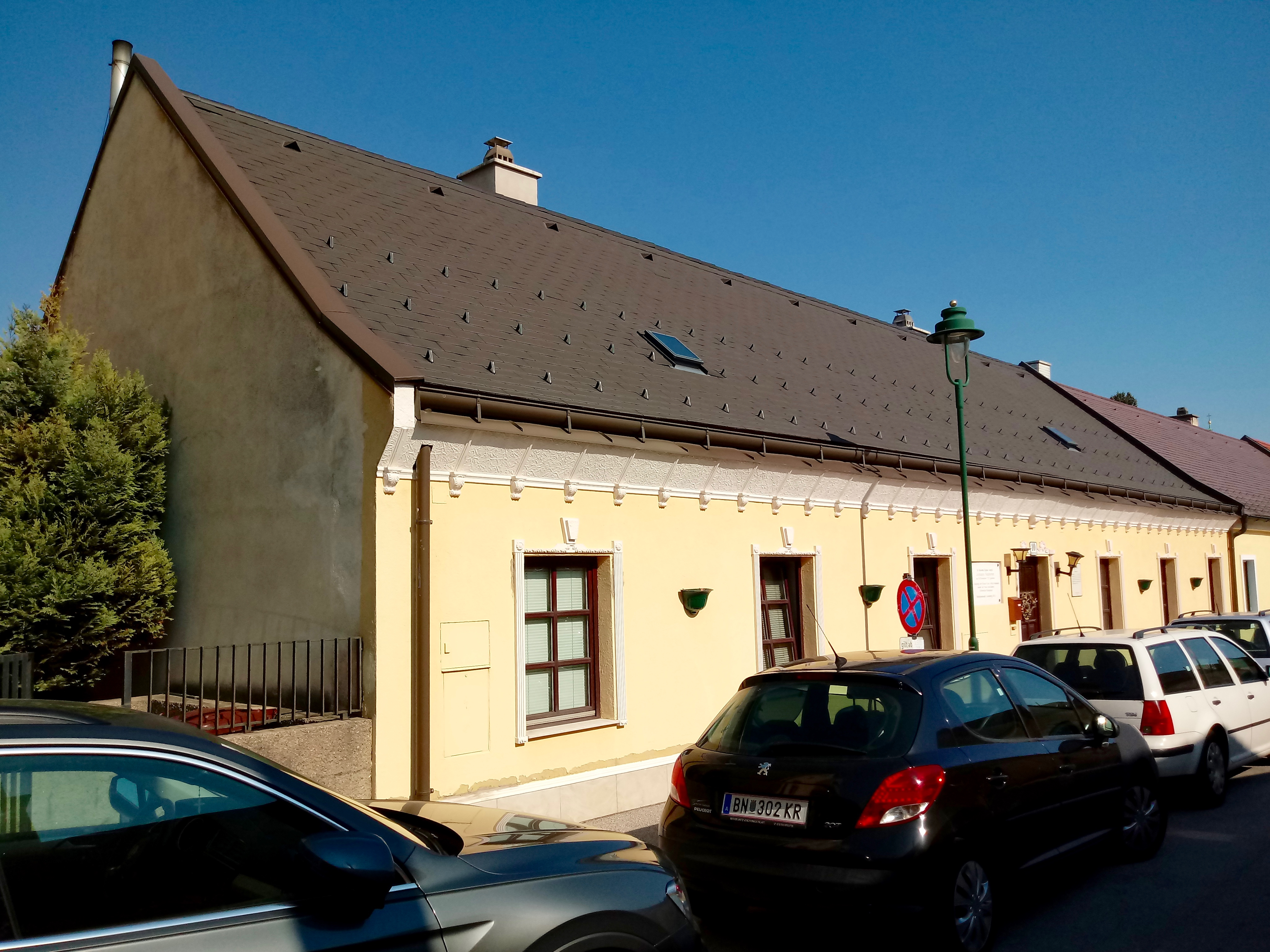
Natterers Geburtshaus in Laxenburg

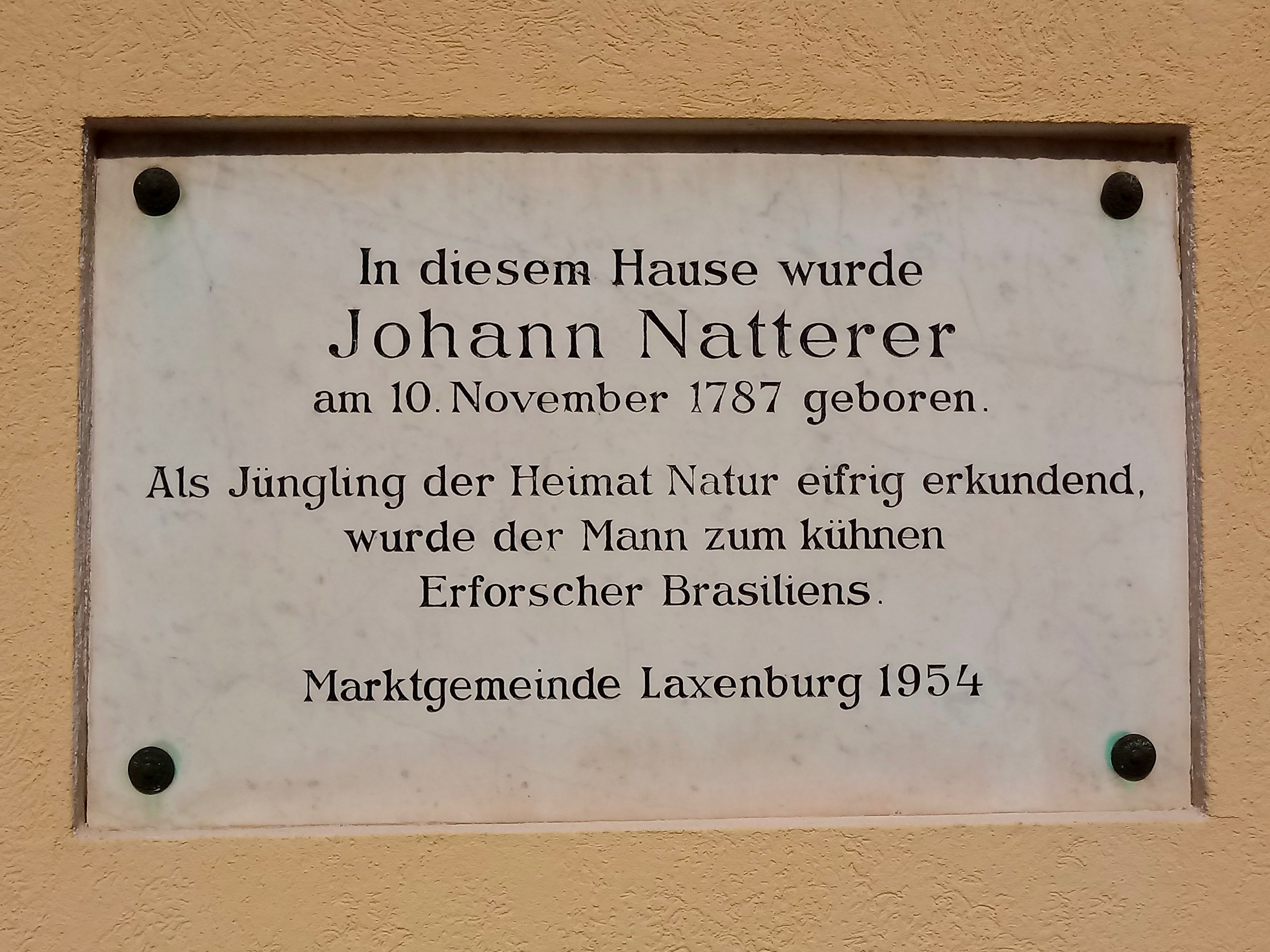
Gedenktafel am Geburtshaus

Johann Natterer wurde 1787 als Sohn des Tierpräparators Joseph Natterer sen. und der Tochter eines Bäckermeisters aus Laxenburg, Maria Anna Theresia Schober, geboren. Er hatte einen Bruder (Joseph Natterer jun., * 1776, † 1852). Joseph Natterer sen. war Österreichs letzter berittener Falkner gewesen. Als Kaiser Franz I. die Falknerei in Laxenburg auflöste, kaufte er die Sammlung Joseph Natterers sen. auf. Diese enthielt zahlreiche heimische Vögel, Säugetiere und Insekten und Franz I. beauftragte ihn mit der weiteren Betreuung und dem Ausbau der Sammlung. Die Sammlung wurde 1794 nach Wien gebracht und als Tiercabinet mit dem k.k. physikalischen-astronomischen sowie dem Kunstcabinet zusammengelegt. Die Sammlung wurde bald der Öffentlichkeit zugänglich gemacht, jedoch ohne wissenschaftlichen oder didaktischen Wert. Die beiden Söhne Joseph Natterers sen. halfen ebenfalls beim Aufbau der Sammlung und er führte sie in die Kunst des Präparierens, Ausbalgens und Jagens ein. Sein ältester Sohn Joseph begann seine Karriere als freiwilliger Helfer und beendete sie als Erster Kustos, Johann selbst wurde 1808 freiwilliger Mitarbeiter. Zunächst hatte Johann Natterer die Piaristenschule besucht, war jedoch 1794 in die Normalschule übergetreten und absolvierte dort das Gymnasium. 1802 bis 1803 besuchte er die Real-Akademie und hörte naturwissenschaftliche Vorlesungen an der Universität.

## Natterers Karriere im k. k. Naturalien-Cabinete
Mit der Ernennung Karl Franz Anton von Schreibers 1806 zum Direktor des k.k. Naturalien-Cabinetes stieg der Einfluss der Familie Natterer in dieser Institution. Vater Joseph wurde noch im selben Jahr zum 1. Aufseher ernannt, sein Sohn Joseph übernahm die Betreuung der Vogel- und Säugetiersammlung. Johann Natterer unternahm hingegen auf Veranlassung von Schreibers eine Reise zum Neusiedler- und Plattensee, von wo er Sumpf- und Wasservögel für die kaiserliche Sammlung mitbrachte. Zuvor hatte er bereits mit seinem Vater das Gebiet des Neusiedlersees bis zum Banat erforscht. Weitere Sammelreisen nach Ungarn, Kroatien, in die Steiermark, Mähren und an das adriatische Küstenland folgten, wobei Johann Natterer diese Reisen unbesoldet unternahm. 1808 erhielt er den Auftrag, nach Triest zu reisen, um dort eine Sammlung aus Ägypten zu übernehmen. Gleichzeitig sammelte er hier Fische und Eingeweidewürmer (Plattwürmer ?). Für seine Verdienste wurde er schließlich belobigt und 1808 zum freiwilligen Mitarbeiter der Sammlung ernannt. 1809 wurde er unbezahlter Praktikant und erst Ende des Jahres bewilligte man ihm eine Bezahlung von 300 Gulden jährlich. Bis 1810 war er als Assistent Schreibers auch an der Auslagerung der Bestände zum Schutz vor den napoleonischen Truppen nach Temesvár beteiligt. Bei dieser Gelegenheit reiste Natterer mit dem Jäger Dominik Sochor bis an die Grenzen der Türkei, um für die Sammlung weitere Objekte zu sammeln und zu jagen. Für seine Verdienste bei den Transporten wurde er 1810 von Schreibers zum k. k. Rat ernannt. 1812 bereiste Natterer mit Unterstützung seines Vaters Italien, 1814 überführte er eine Sammlung aus Tripolis von Triest nach Wien. 1816 beteiligte er sich an der Rückführung verschleppter Objekte aus Frankreich. Für seinen Einsatz wurde er 1816 schließlich zum „Aufseher-Assistenten“ befördert.

## Johann Natterer und die Österreichische Brasilienexpedition

### Planung der Reise
Aus Anlass der am 13. Mai 1817 abgehaltenen Vermählung des portugiesischen Thronerben Dom Pedro mit der Tochter des österreichischen Kaisers Franz I., Erzherzogin Maria Leopoldine von Österreich, plante Fürst von Metternich bereits ab 1816 die Ausrichtung der Österreichischen Brasilien-Expedition. Metternich, der die Reise anfangs auch finanzierte, hatte die Oberleitung der Expedition inne, die wissenschaftliche Leitung übertrug er von Schreibers. Die wissenschaftliche Leitung vor Ort sollte auf Vorschlag von Metternich und von Schreibers Johann Natterer übernehmen. Als Gehilfen teilte man Natterer Dominik Sochor zu. Auf Antrag des Staatsrates und Leibarztes von Stifft übertrug man die Leitung der Expedition jedoch dem Professor für Naturgeschichte in Prag Johann Christian Mikan. Dies führte von Anfang an zu Konflikten zwischen Natterer und Mikan. Insgesamt bestand der Stab der Expedition aus 14 Personen.

### Überfahrt nach Brasilien
Nach langer Vorbereitung legten am 9. April 1817 die beiden Fregatten Austria und Augusta von Triest aus ab. Da die beiden Schiffe zwei Tage später in einen schweren Sturm geraten waren, mussten sie in unterschiedlichen Häfen repariert werden. Die Augusta, auf der sich Johann Natterer befand, verlor sogar alle Masten. Während die Austria nach der Reparatur bereits am 14. Juni Rio de Janeiro erreichte, musste Natterer auf der Augusta bei Gibraltar auf die Ankunft der portugiesischen Schiffe João VI. und São Sebastião, die erst am 5. August abgelegt hatten, warten. Dadurch verzögerte sich die Ankunft Natterers in Brasilien bis zum 4. November 1817.

### Natterers Reisen zwischen 1818 und 1825
Natterer begann seine Erkundungen im Dezember 1817 mit dem Besuch der Umgebung Rio de Janeiros und kleineren Exkursionen in der gleichnamigen Provinz Rio de Janeiro. Zusammen mit Pohl und Sochor machte sich Natterer am 5. Februar 1818 zu einer ersten längeren Reise auf. Ursprünglich planten sie eine Reise bis Cantagalo, jedoch spaltete sich die Gruppe bald auf. Während Pohl das Gebiet um Rio de Janeiro und Ilha Grande bereiste, begaben sich Natterer und Sochor auf dem Wasserweg nach Sepetiba und Santa Cruz. Zudem bereisten sie die Insel Marambaia und das Tal der Serra de San João, bis sie am 7. Mai wieder zurückkehrten. Nun wollte Natterer zu der Provinz Mato Grosso. Die portugiesische Regierung verweigerte ihm jedoch einen Pass

und damit den Zutritt für diese und andere Provinzen, da es zuvor Probleme mit französischen Reisenden gegeben hatte. Daher wählte Natterer als nächstes Ziel die Provinz São Paulo, in die er ebenso Zugang erhielt wie nach der Provinz Goiás und der Provinz Minas Gerais. Auf Grund einer Krankheit konnte er jedoch erst am 2. November 1818 aufbrechen und erreichte schließlich nach 25 Stationen am 12. Januar 1819 die Stadt São Paulo. Von hier aus unternahm er Ausflüge in die Umgebung, zu Eisensteinbrüchen und Goldwäschereien. Ende Jänner begab er sich über Sorocaba nach Ipanema. Seine Weiterreise entlang des Rio Tietê und des Paraná musste Natterer jedoch auf Grund der Witterung und anderer Umstände absagen, sodass er sich entschloss, den südlichen Teil der Provinz zu bereisen und eine Genehmigung für die Öffnung der bisher gesperrten Provinzen zu beantragen. Auf seiner Weiterreise von Ipanema nach Curitiba erreichte Natterer schließlich im November 1820 die Nachricht, auf kürzestem Wege nach Rio de Janeiro zurückzukehren, um die weiteren Anweisungen des Gesandten Stürmer entgegenzunehmen. Als Natterer im Februar 1821 nach Rio de Janeiro zurückgekehrt war, lag die Bewilligung zum Besuch der zuvor gesperrten Provinzen bereits vor. Auf Grund der inneren Unruhen beschloss Stürmer jedoch die Auflösung der Expedition. Während der Maler Frick nach Europa zurückkehrte, erhielt Natterer die Erlaubnis, nach Ipanema zu fahren, um die zurückgelassene Sammlung und seinen Gehilfen Sochor abzuholen. Da jedoch beide nicht nach Europa zurückkehren wollten, nahm Natterer einen Kredit auf und beschloss, gemeinsam mit Sochor die Expedition auf eigene Faust fortzuführen. Um seine Reisen fortsetzen zu können, benötigte Natterer jedoch eine Genehmigung zum weiteren Aufenthalt in Brasilien. Während er diese abwartete, besuchte er zwischen Februar 1821 und September 1822 bis dato unerforschte Regionen in den Provinzen São Paulo und Rio de Janeiro.
Natterers Gesuch wurde schließlich bewilligt. Am 7. Oktober 1822 brach er mit Sochor zu einem langen Marsch nach Goiás auf, das er am 2. August 1823 erreichte. Nach einem Aufenthalt von eineinhalb Monaten brachen die Forscher schließlich zu ihrem eigentlichen Ziel auf, der Stadt Cuiabá, die sie am 21. Dezember erreichten. Die Weiterreise nach Mato Grosso und über den Rio Guaporé und den Rio Madeira zum Rio Pará scheiterte zunächst an einer schweren Leberentzündung Natterers. Deshalb blieb Natterer bis zum August 1825 in Cuiabá, trug jedoch in dieser Zeit wieder eine beachtliche Sammlung, insbesondere von Vögeln und Insekten, zusammen. Dies geschah auch mit Hilfe von Sklaven, die sich Natterer hielt. An seinen Bruder Josef Natterer schrieb er im Dezember 1824, dass er sich einen schwarzen Sklaven gekauft habe. Er sei ein „hübscher Junge von etwa 12-13 Jahren“ und aus Mosambik gewesen. Natterer weiter: „den will ich mitbringen, wenn er am Leben bleibt, die anderen 2 habe ich noch.“

### Natterers Reisen zwischen 1825 und 1835

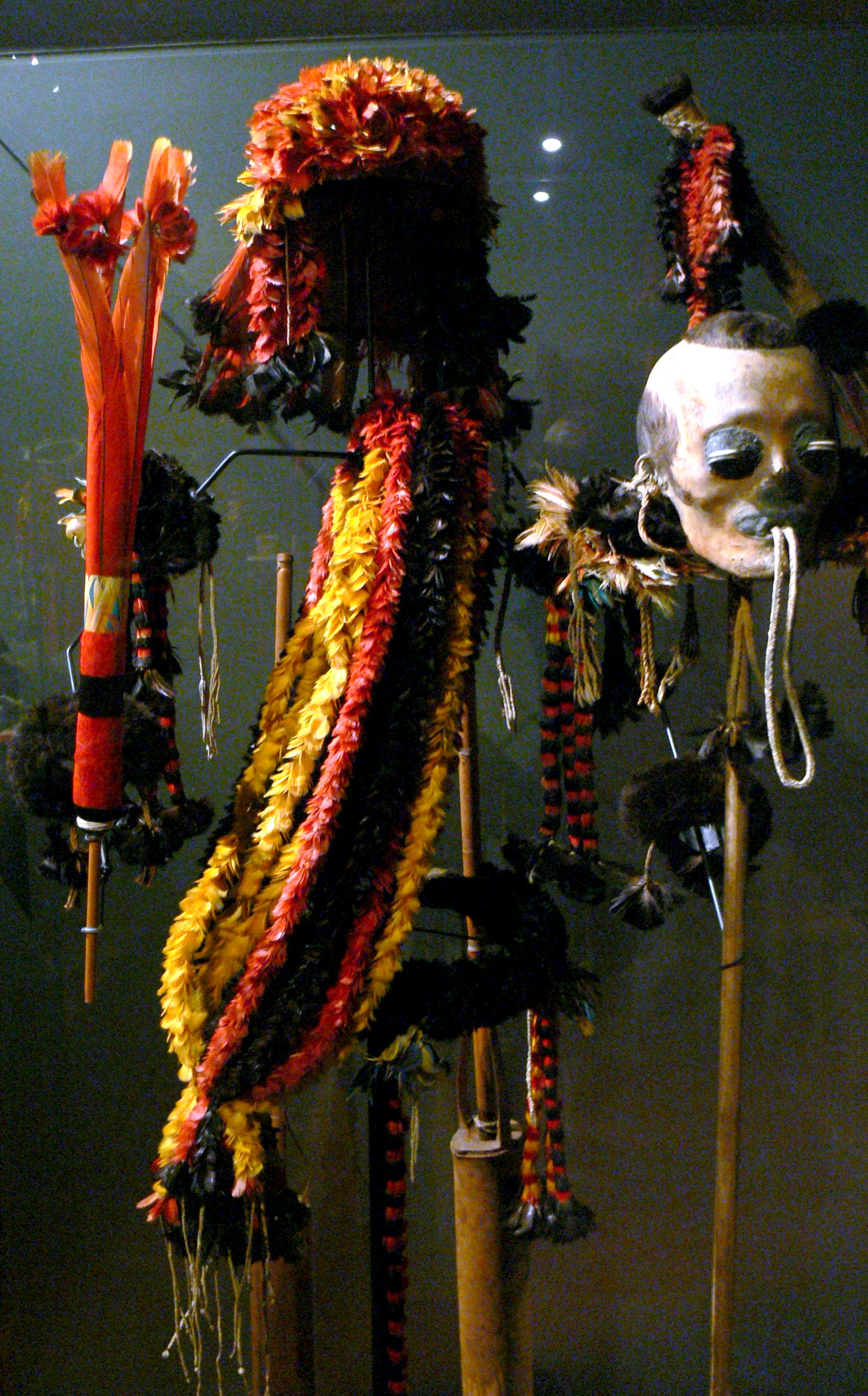
Zeremonialgewand (1830) der Munduruku vom Rio Tapajos

Im August 1825 war Natterer so weit genesen, um nach Vila Bela de Santissima Trinidade, der früheren Hauptstadt der Provinz Mato Grosso, aufzubrechen. Allerdings mussten er und Sochor von Oktober 1825 bis Juni 1826 Station in Fazenda da Caissara nahe dem heutigen Cáceres machen, um die Regenzeit abzuwarten. Während dieser Zeit handelten sie viele Waffen und Geräte der Bororo da Campanha ein. Mitte Juni 1826 reisten Sochor und Natterer schließlich ab und trafen am 8. Oktober in Vila Bela ein. Bei einer Exkursion Sochors zu einer Zuckermühle und zu einer Goldwäscherei in São Vincente erkrankte dieser jedoch so schwer an Fieber, dass er am 13. Dezember 1826 verstarb. Natterer, der ihn noch kurze Zeit gepflegt hatte, erkrankte nach Sochors Tod selbst schwer und entging nur knapp dem Tod. Natterer erholte sich zwar wieder, es dauerte aber bis zum 10. Mai 1827, bis er nach Vila Bela zurückkehren konnte. Dort erhielt er den Befehl des Kaisers, augenblicklich nach Wien zurückzukehren. Da eine Rückreise nach Rio de Janeiro auf der gleichen Route nicht sinnvoll erschien, erreichte Natterer aber eine weitere Verlängerung seiner Reisen, die ihm ermöglichte, in das Amazonasgebiet vorzudringen. Im September 1827 brach Natterer erneut nach Cuiabá auf, um seine dort gelagerten Sammlungen zu verpacken und nach Europa schaffen zu lassen. Nach einer langgezogenen Rückreise gelangte er erst am 17. Mai 1828 nach Vila Bela zurück. Dort erfuhr er, dass für seine Expedition zum Amazonas noch keinerlei Vorbereitungen getroffen waren. Über ein Jahr dauerte es, bis Boote, Mannschaft und Ausrüstung reisefertig waren. Natterer nutzte die Zeit, um seine Sammlungen, insbesondere der Fische, zu ergänzen. Am 15. Juli 1829 konnte Natterer endlich aufbrechen und fuhr den Rio Guaporé stromabwärts, passierte Mitte Oktober das Forte Príncipe da Beira und reiste den Rio Madeira weiter stromabwärts. Am 24. November erreichte er schließlich Borba, wo er die Regenzeit abwartete. Die Zeit wollte Natterer nutzen, um hier zu sammeln und anschließend zum Rio Negro weiterzureisen. Da ihm aber die Genehmigung hierzu fehlte, setzte sich der österreichische Gesandte in Rio de Janeiro, Wenzel Philipp von Mareschall, für den Forscher ein. Am 25. August 1830 konnte Natterer schließlich von Borba aufbrechen, und drei Tage später erreichte er die Mündung des Madeira in den Amazonas. Von dort aus ging es über Barra do Rio Negro, das heutige Manaus, und Barcelos den Rio Negro flussaufwärts. Am 16. Februar erreichte Natterer schließlich São José de Marabitanas an der Grenze zu Kolumbien, wo er die Regenzeit verbrachte. Am 26. Mai 1831 reiste Natterer wieder aus Marabitanas ab, befuhr die Flüsse Xié, Içana und Uaupés und erhandelte von den dort lebenden Völkern Waffen und Federschmuck. Am 20. August 1831 kehrte er schließlich nach Barcelos zurück.
Die vorletzte Reise Natterers ist nur schwer zu rekonstruieren. Von August 1831 an bereiste er den Rio Branco bis zum Grenzfort São Joaquim (im heutigen Roraima) und besuchte danach die Flüsse Tacutu, Mau und Pororo. Im Mai 1832 reiste er schließlich vom Rio Branco ab und erreichte Anfang August Manaus, wo er im Wesentlichen bis Juli 1834 verweilte. Exkursionen führten ihn unter anderem an den Lago Manaqueri, den Rio Solimoes und andere Ziele.  Zwar war schon im März 1831 eine Weisung aus Wien ergangen, Natterer solle seine Rückreise beschleunigen und könne mit keiner finanziellen Zuwendung mehr rechnen. Diese Nachricht erreichte den Forscher aber erst im Oktober 1832. Gehindert durch Krankheit und politische Unruhen, die eine Fahrt am Amazonas unmöglich machten, konnte Natterer erst am 13. Mai 1834 Manaus verlassen und seine Reise nach Belém antreten, um sich dort für die Überfahrt nach Europa einzuschiffen.

## Ehrungen

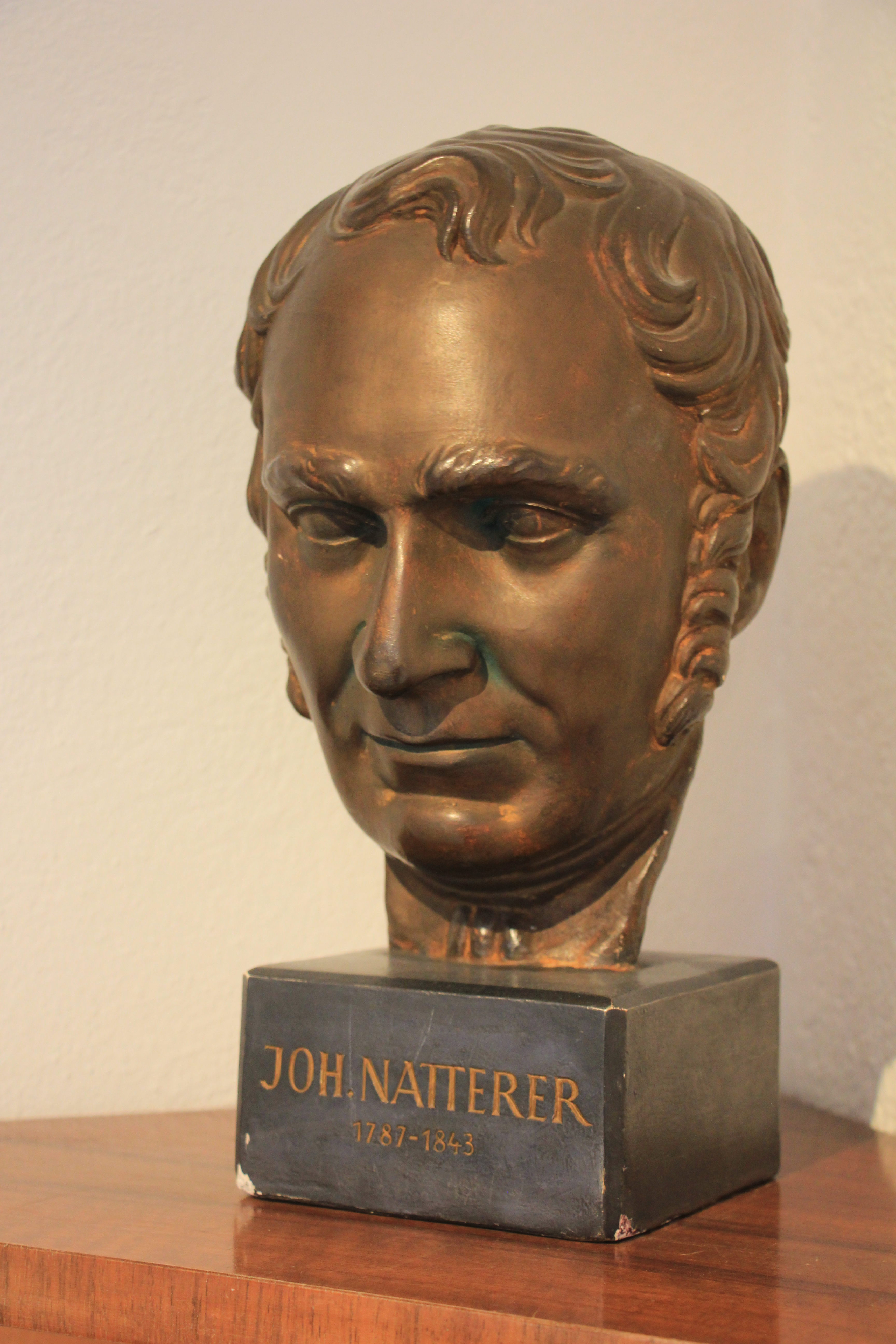
Büste von Natterer im Museum Laxenburg

Im Jahr 1916 wurde in Wien-Leopoldstadt (2. Bezirk) die Dr.-Natterer-Gasse nach ihm und seinem Neffen, dem Leopoldstädter Arzt Johann August Natterer (1821–1900), benannt.

## Dedikationsnamen
Der Zimtkehl-Schattenkolibri (Phaethornis nattereri) Berlepsch, 1887 wurde ihm gewidmet. 1865 nannte Philip Lutley Sclater die Weißbürzelpipra (Lepidothrix nattereri), 1878 die Ockerbrustpieper (Anthus nattereri), 1840 Auguste Boissonneau die Nördliche Prachtkotinga (Cotinga nattererii), Olivério Mário de Oliveira Pinto 1937 die Fleckenbauch-Ameisenpitta (Hylopezus nattereri), 1822 Coenraad Jacob Temminck die Bändernachtschwalben-Unterart (Lurocalis semitorquatus natteri), 1835 John Gould den Nattererarassari (Selenidera nattereri), 1861 Heinrich Gottlieb Ludwig Reichenbach die Südliche Rotkehl-Schakutinga-Unterart  (Pipile cujubi nattereri) nach Natter.
Außerdem findet man seinen Namen in den Unterarten des Grünbindenspechts (Colaptes melanochloros nattereri (Malherbe, 1845)), des Amazonasmotmots (Momotus momota nattereri Sclater, PL, 1858), der Gelbscheitelamazone (Amazona ochrocephala nattereri (Finsch, 1865)), des Weißaugen-Attilatyranns (Attila bolivianus nattereri Hellmayr, 1902)), des Rotscheitel-Faulvogels (Nonnula ruficapilla nattereri Hellmayr, 1921), des Silberkopf-Breitschnabeltyranns (Platyrinchus platyrhynchos nattereri Hartert, E & Hellmayr, 1902) und des Wegebussards (Rupornis magnirostris nattereri (Sclater, PL & Salvin, 1869). Etwas umstritten ist der Status der Natterer Tangare (Tachyphonus nattereri von Pelzeln, 1870). So legen neuere Untersuchungen nahe, dass es sich um eine Hybride aus Haubentangare (Tachyphonus cristatus (Linnaeus, 1766)) und Trauertangare (Tachyphonus luctuosus d'Orbigny & Lafresnaye, 1837) handeln könnte.
Bei Oiseau-Mouche Natterer (Ornismya Nattereri Lesson, RP, 1829) handelt es sich um ein Synonym für den Grünmaskenkolibri (Augastes scutatus (Temminck, 1824)),
bei Certhia Nattereri Bonaparte, 1850 um ein Synonym für den Gartenbaumläufer (Certhia brachydactyla Brehm, CL, 1820), Euscarthmus nattereri Hellmayr, 1903 ein Synonym für die Rostzügel-Todityrann-Unterart (Poecilotriccus latirostris ochropterus (Allen, JA, 1889)), Sylvia Nattererii Temminck, 1820 ein Synonym für den Berglaubsänger (Phylloscopus bonelli (Vieillot, 1819)), Psari Natterii Swainson, 1838 ein Synonym für Schwarzschnabeltityra den (Tityra inquisitor (Lichtenstein, MHC, 1823)) und Tinamus solitarius nattereri Miranda-Ribeiro, 1938 ein Synonym für den Grausteißtinamu (Tinamus solitarius (Vieillot, 1819)).
Heinrich Kuhl widmete ihm 1817 die Fransenfledermaus (Myotis nattereri), die eng mit der Fledermausfliegenart Basilia nattererii Kolenati, 1857. verbunden ist. Die Fledertierart Vampyressa nattereri Goodwin, 1963 wird heute als Synonym für Südliche Kleine Gelbohrfledermaus (Vampyressa pusilla (Thomas, 1900)) angesehen. Johann Andreas Wagner ehrte ihn 1848 in der Natterer-Kammratte (Ctenomys nattereri), Karl Patterson Schmidt 1952 in der Korallenotternart Micrurus nattereri, Paul Matschie 1917 die Rote-Wollbeutelratte-Unterart (Caluromys lanatus nattereri). Der Natterers Sägesalmler (Pygocentrus nattereri (Kner, 1858)) wurde von Rudolf Kner erstmals unter dem Namen Serrasalmus nattereri erwähnt. Erst zwei Jahre später publizierte er die entsprechende Beschreibung mit einer Tafel unter dem heutigen Namen Pygocentrus nattereri. Franz Steindachner ehrte Natterer in der Harnischwelsart Farlowella nattereri Steindachner, 1910, im Blauen Panzerwels (Corydoras nattereri Steindachner, 1876), in Pachyurus Nattereri Steindachner, 1863, in Physalaemus nattereri (Steindachner, 1863) ein Synonym für Pachypops fourcroi  (Lacepède, 1802), in Thalassophryne nattereri Steindachner, 1876, in Sternarchogiton nattereri (Steindachner, 1868), in Leporinus nattereri Steindachner, 1876, in Apionichthys nattereri (Steindachner, 1876), in Anchoviella nattereri (Steindachner, 1879), in Trachydoras nattereri (Steindachner, 1882), in Aphyocharax nattereri (Steindachner, 1882) und im Natterers Copella (Copella nattereri (Steindachner, 1876)). Nattereria Steindachner, 1864, ein Name den Steindachner für Physalaemus lateristriga verwendete, steht heute für ein Synonym für Physalaemus Fitzinger, 1826. Albert Carl Ludwig Gotthilf Günther nannte 1864 eine Brycon-Art Brycon nattereri. Leptodactylus nattereri Lutz, 1926 stellte sich später als Synonym für Leptodactylus podicipinus (Cope, 1862) heraus.

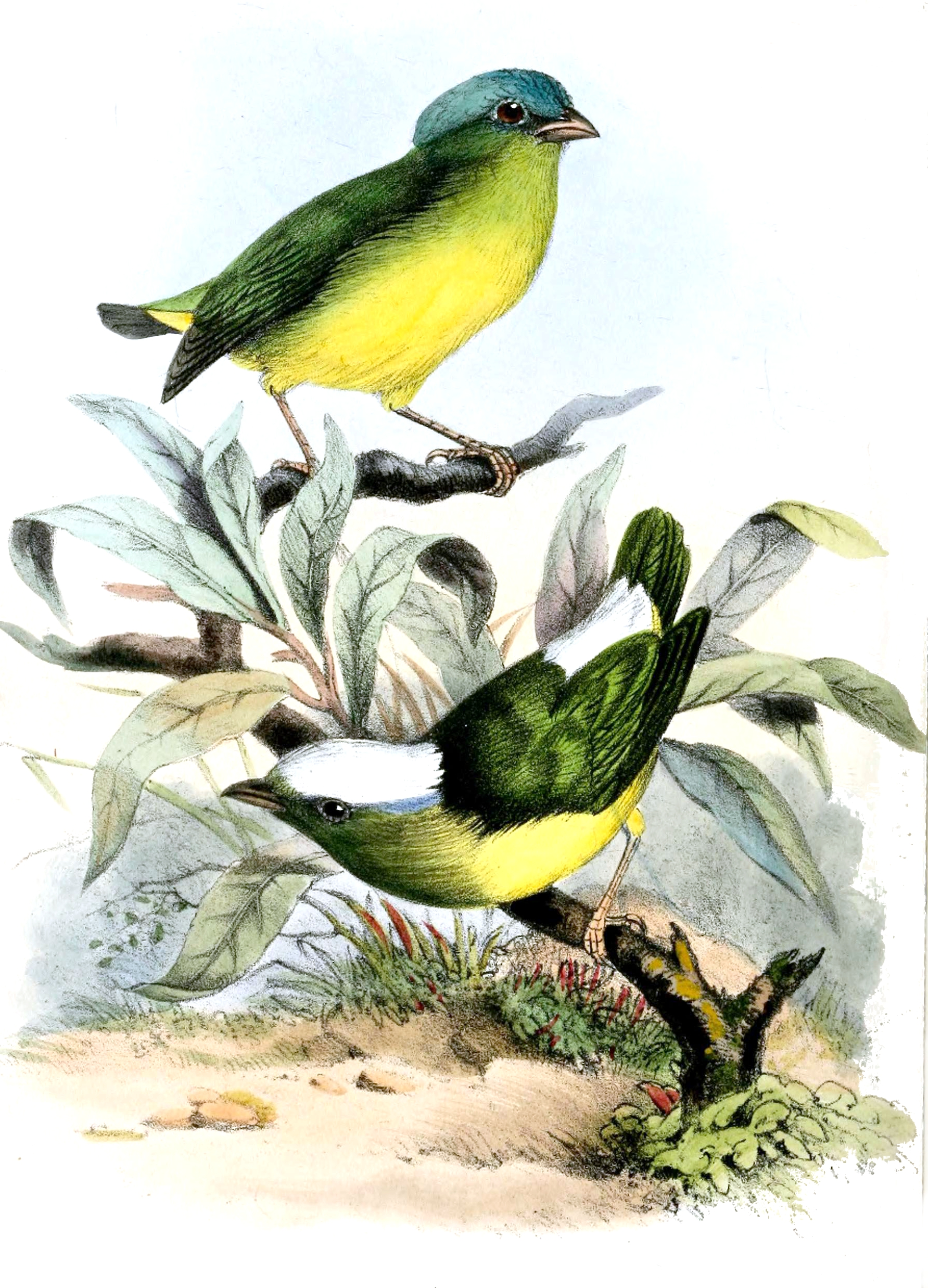
Weißbürzelpipra (Lepidothrix nattereri) illustriert von John Jennens
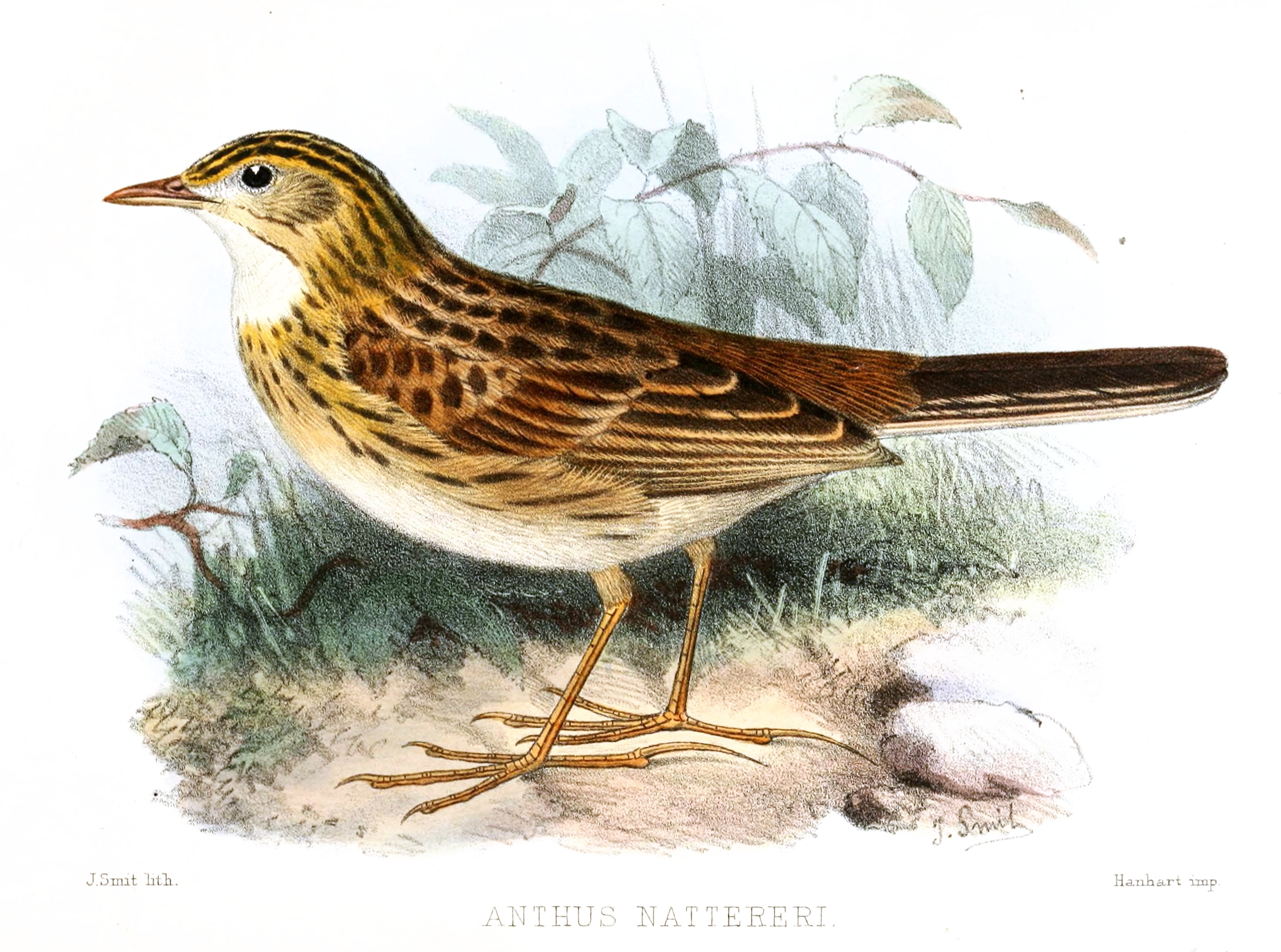
Ockerbrustpieper (Anthus nattereri) illustriert von Joseph Smit
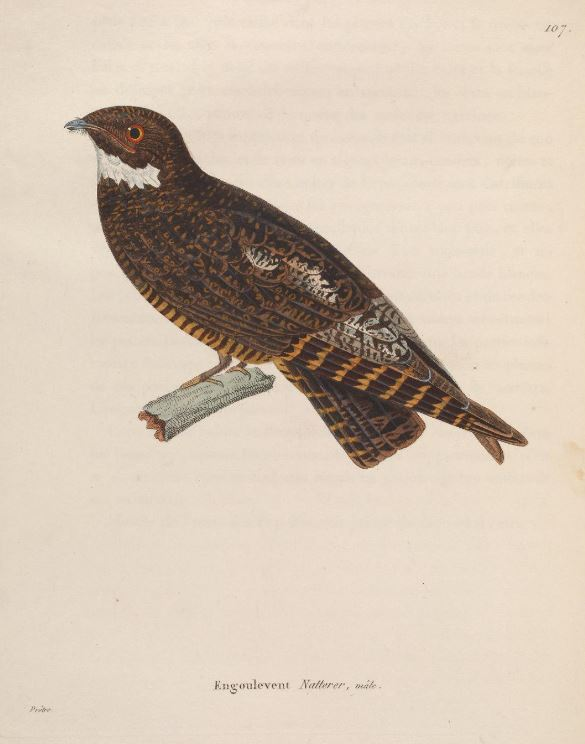
Bändernachtschwalbe (Lurocalis semitorquatus natteri) illustriert von Jean-Gabriel Prêtre
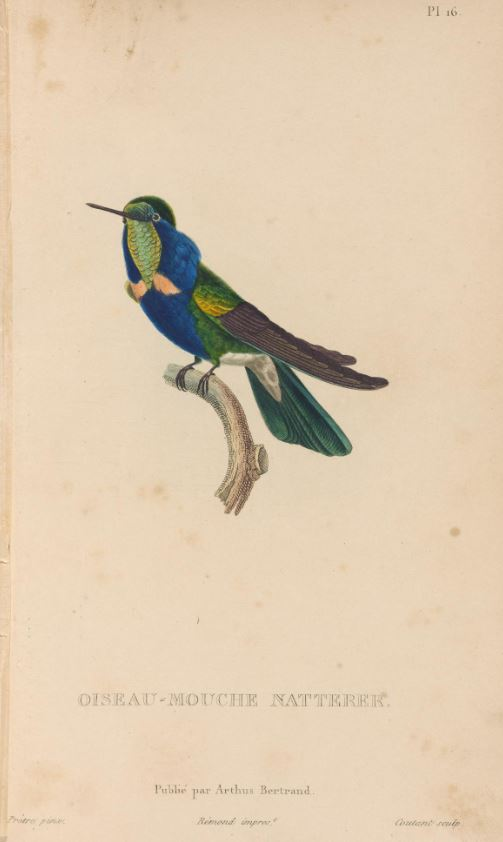
Oiseau-Mouche Natterer (Ornismya Nattereri) illustriert von Prêtre
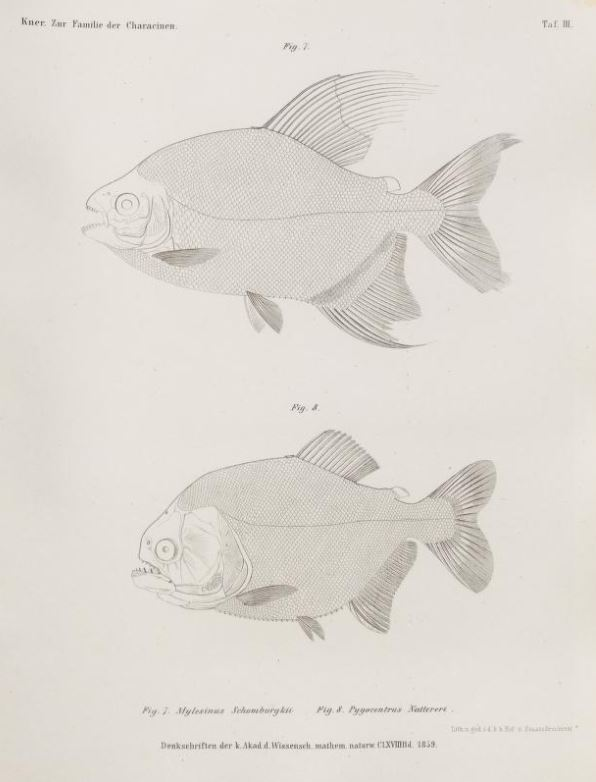
Pygocentrus nattereri (Figur 8) vermutlich von Rudolf Kner illustriert
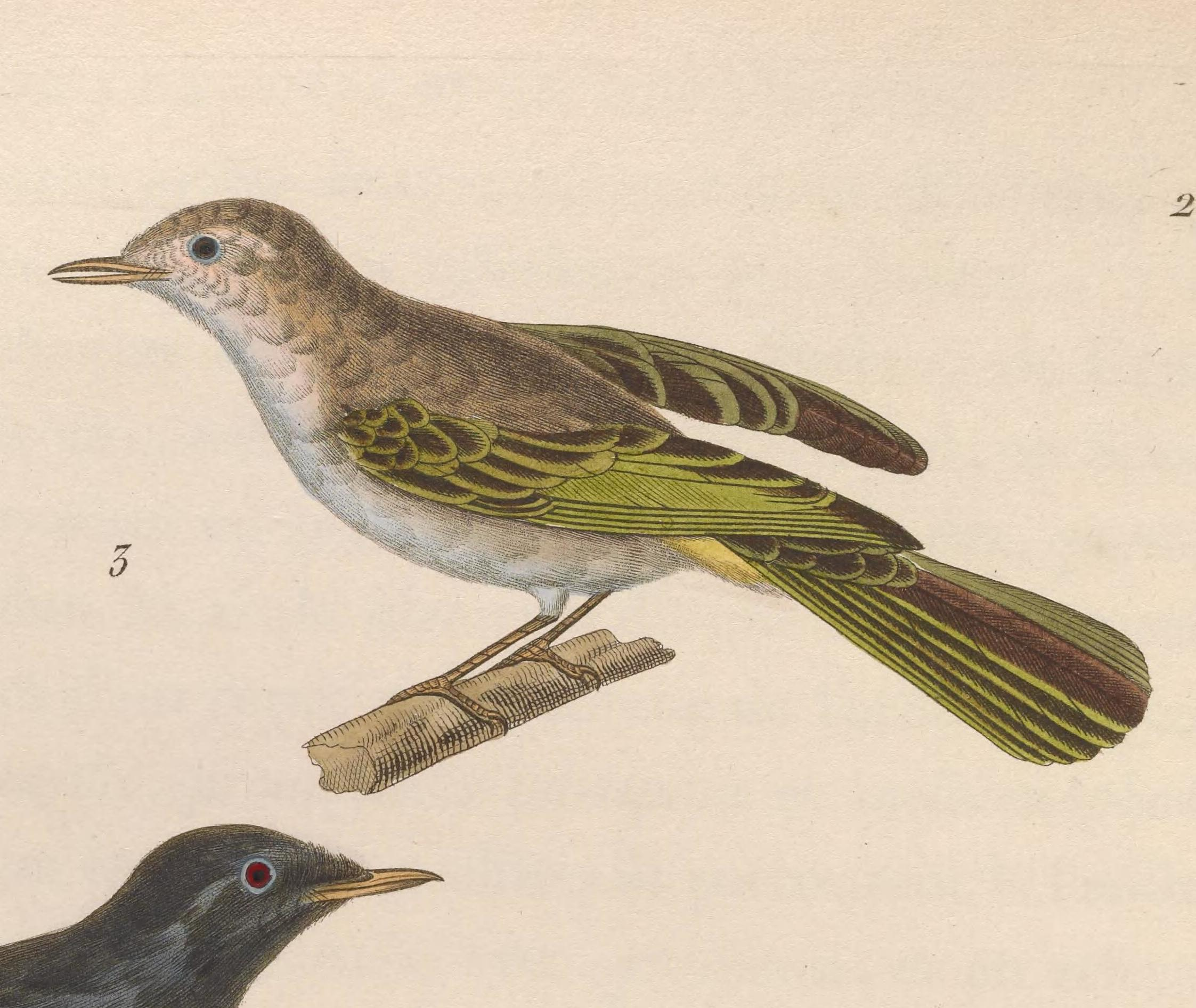
Sylvia Nattererii illustriert von Prêtre
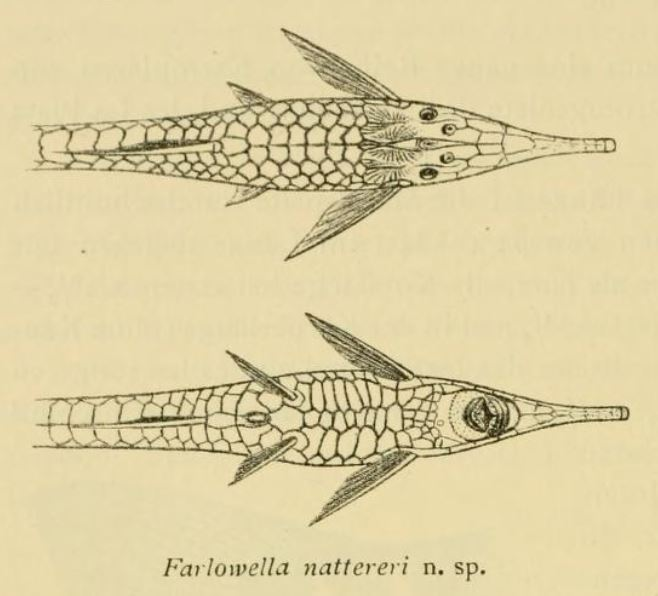
Farlowella nattereri illustriert von Franz Steindachner

## Mitgliedschaften
Im Jahr 1840 wurde er Mitglied der im Jahr 1838 neu gegründeten Société Cuvierienne.